# 东华门大街
39°54′55″N 116°24′16″E / 39.9152411°N 116.4045153°E
东华门大街是位于中国北京市东城区西部的一条大街。

## 简介
东华门大街东起东安门大街西端的东安门，西到北京故宫东华门。因东华门而得名。东华门之东是北京皇城的东门东安门。东安门内的御河上有东安桥，又称皇恩桥。《京师坊巷志稿》载：“中官初入选，进东华门，门内有桥曰皇恩桥，谓从此即受皇恩也。俗呼曰忘恩桥，以中官即富贵，必仇其所生也。案：东安门俗亦称外东华门。”东安桥上有一座真武庙，所以有“庙上有桥，桥上有庙”的说法。中华民国初年，将该桥拆毁，改为太平桥，庙改建在路北。文化大革命中，东华门大街一度改称“红色路”。后来复名“东华门大街”。东华门大街北侧原有清朝的光禄寺，现为北京市第二十七中学。